# Lijst van boomsoorten in Nederland
Dit is een lijst van boomsoorten die in Nederland voorkomen. Niet-inheemse soorten die in Nederland verwilderd zijn of in bossen zijn aangeplant, zijn gemarkeerd met een asterisk (*). Andere niet-inheemse soorten in deze lijst zijn bomen die worden gecultiveerd voor economische doeleinden en veelvoorkomende sierbomen in parken, tuinen en openbare wegen en straten. Let op dat verschillende definities bestaan van het begrip 'exoot'. Een niet-inheemse soort is niet automatisch ook exoot. Het Nederlands Soortenregister hanteert het jaar 1500 als grens: niet-inheemse soorten die daarna door de mens zijn geïntroduceerd en zelfstandig standhouden zijn tevens exoot.
| Familie                                                           | Nederlandse naam         | Botanische naam                    | Voorkomen     |
| ----------------------------------------------------------------- | ------------------------ | ---------------------------------- | ------------- |
| Aquifoliaceae (Hulstfamilie) Bedektzadigen, orde Aquifoliales     | Hulst                    | Ilex aquifolium                    | Inheems       |
| Aquifoliaceae (Hulstfamilie) Bedektzadigen, orde Aquifoliales     | Japanse hulst            | Ilex crenata                       | Niet inheems  |
| Cornaceae (Kornoeljefamilie) Bedektzadigen, orde Cornales         | Gele kornoelje           | Cornus mas                         | Inheems       |
| Cornaceae (Kornoeljefamilie) Bedektzadigen, orde Cornales         | Rode kornoelje           | Cornus sanguinea                   | Inheems       |
| Nyssaceae Bedektzadigen, orde Cornales                            | Vaantjesboom             | Davidia involucrata                | Niet inheems  |
| Adoxaceae (Muskuskruidfamilie) Bedektzadigen, orde Dipsacales     | Gewone vlier             | Sambucus nigra                     | Inheems       |
| Ericaceae (Heidefamilie) Bedektzadigen, orde Ericales             | Aardbeiboom              | Arbutus unedo                      | Niet inheems  |
| Fabaceae (Vlinderbloemenfamilie) Bedektzadigen, orde Fabales      | Perzische slaapboom      | Albizia julibrissin                | Niet inheems  |
| Fabaceae (Vlinderbloemenfamilie) Bedektzadigen, orde Fabales      | Johannesbroodboom        | Ceratonia siliqua                  | Niet inheems  |
| Fabaceae (Vlinderbloemenfamilie) Bedektzadigen, orde Fabales      | Judasboom                | Cercis siliquastrum                | Niet inheems  |
| Fabaceae (Vlinderbloemenfamilie) Bedektzadigen, orde Fabales      | Valse christusdoorn      | Gleditsia triacanthos              | Niet inheems  |
| Fabaceae (Vlinderbloemenfamilie) Bedektzadigen, orde Fabales      | Doodsbeenderenboom       | Gymnocladus dioicus                | Niet inheems  |
| Fabaceae (Vlinderbloemenfamilie) Bedektzadigen, orde Fabales      | Gouden regen             | Laburnum anagyroides               | Niet inheems  |
| Fabaceae (Vlinderbloemenfamilie) Bedektzadigen, orde Fabales      | Laburnum alpinum         | Laburnum alpinum                   | Niet inheems  |
| Fabaceae (Vlinderbloemenfamilie) Bedektzadigen, orde Fabales      | Robinia                  | Robinia pseudoacacia               | Niet inheems* |
| Fabaceae (Vlinderbloemenfamilie) Bedektzadigen, orde Fabales      | Honingboom               | Sophora japonica                   | Niet inheems  |
| Betulaceae (Berkenfamilie) Bedektzadigen, orde Fagales            | Hartbladige els          | Alnus cordata                      | Niet inheems  |
| Betulaceae (Berkenfamilie) Bedektzadigen, orde Fagales            | Zwarte els               | Alnus glutinosa                    | Inheems       |
| Betulaceae (Berkenfamilie) Bedektzadigen, orde Fagales            | Witte els                | Alnus incana                       | Inheems       |
| Betulaceae (Berkenfamilie) Bedektzadigen, orde Fagales            | Groene els               | Alnus viridis                      | Niet inheems  |
| Betulaceae (Berkenfamilie) Bedektzadigen, orde Fagales            | Japanse Kaukasische els  | Alnus ×spaethii                    | Niet inheems  |
| Betulaceae (Berkenfamilie) Bedektzadigen, orde Fagales            | Chinese berk             | Betula albosinensis                | Niet inheems  |
| Betulaceae (Berkenfamilie) Bedektzadigen, orde Fagales            | Goudberk                 | Betula ermanii                     | Niet inheems  |
| Betulaceae (Berkenfamilie) Bedektzadigen, orde Fagales            | Suikerberk               | Betula lenta                       | Niet inheems  |
| Betulaceae (Berkenfamilie) Bedektzadigen, orde Fagales            | Grootbladige berk        | Betula maximowicziana              | Niet inheems  |
| Betulaceae (Berkenfamilie) Bedektzadigen, orde Fagales            | Rode berk                | Betula nigra                       | Niet inheems  |
| Betulaceae (Berkenfamilie) Bedektzadigen, orde Fagales            | Papierberk               | Betula papyrifera                  | Niet inheems  |
| Betulaceae (Berkenfamilie) Bedektzadigen, orde Fagales            | Ruwe berk                | Betula pendula                     | Inheems       |
| Betulaceae (Berkenfamilie) Bedektzadigen, orde Fagales            | Zachte berk              | Betula pubescens                   | Inheems       |
| Betulaceae (Berkenfamilie) Bedektzadigen, orde Fagales            | Witte himalayaberk       | Betula utilis                      | Niet inheems  |
| Betulaceae (Berkenfamilie) Bedektzadigen, orde Fagales            | Haagbeuk                 | Carpinus betulus                   | Inheems       |
| Betulaceae (Berkenfamilie) Bedektzadigen, orde Fagales            | Hazelaar                 | Corylus avellana                   | Inheems       |
| Betulaceae (Berkenfamilie) Bedektzadigen, orde Fagales            | Boomhazelaar             | Corylus colurna                    | Niet inheems  |
| Betulaceae (Berkenfamilie) Bedektzadigen, orde Fagales            | Lambertsnoot             | Corylus maxima                     | Niet inheems  |
| Bignoniaceae (Trompetboomfamilie) Bedektzadigen, orde Fagales     | Groene trompetboom       | Catalpa bignonioides               | Niet inheems  |
| Fagaceae (Napjesdragersfamilie) Bedektzadigen, orde Fagales       | Tamme kastanje           | Castanea sativa                    | Niet inheems* |
| Fagaceae (Napjesdragersfamilie) Bedektzadigen, orde Fagales       | Oosterse beuk            | Fagus orientalis                   | Niet inheems  |
| Fagaceae (Napjesdragersfamilie) Bedektzadigen, orde Fagales       | Beuk                     | Fagus sylvatica                    | Inheems       |
| Fagaceae (Napjesdragersfamilie) Bedektzadigen, orde Fagales       | Moseik                   | Quercus cerris                     | Niet inheems  |
| Fagaceae (Napjesdragersfamilie) Bedektzadigen, orde Fagales       | Scharlaken eik           | Quercus coccinea                   | Niet inheems  |
| Fagaceae (Napjesdragersfamilie) Bedektzadigen, orde Fagales       | Hongaarse eik            | Quercus frainetto                  | Niet inheems  |
| Fagaceae (Napjesdragersfamilie) Bedektzadigen, orde Fagales       | Perzische eik            | Quercus macranthera                | Niet inheems  |
| Fagaceae (Napjesdragersfamilie) Bedektzadigen, orde Fagales       | Moeraseik                | Quercus palustris                  | Niet inheems  |
| Fagaceae (Napjesdragersfamilie) Bedektzadigen, orde Fagales       | Wintereik                | Quercus petraea                    | Inheems       |
| Fagaceae (Napjesdragersfamilie) Bedektzadigen, orde Fagales       | Zomereik                 | Quercus robur                      | Inheems       |
| Fagaceae (Napjesdragersfamilie) Bedektzadigen, orde Fagales       | Amerikaanse eik          | Quercus rubra                      | Niet inheems* |
| Juglandaceae (Okkernootfamilie) Bedektzadigen, orde Fagales       |                          | Carya ovata                        | Niet inheems  |
| Juglandaceae (Okkernootfamilie) Bedektzadigen, orde Fagales       | Zwarte walnoot           | Juglans nigra                      | Niet inheems  |
| Juglandaceae (Okkernootfamilie) Bedektzadigen, orde Fagales       | Walnoot                  | Juglans regia                      | Niet inheems* |
| Juglandaceae (Okkernootfamilie) Bedektzadigen, orde Fagales       | Kaukasische vleugelnoot  | Pterocarya fraxinifolia            | Niet inheems  |
| Nothofagaceae Bedektzadigen, orde Fagales                         |                          | Nothofagus antarctica              | Niet inheems  |
| Oleaceae (Olijffamilie) Bedektzadigen, orde Lamiales              | Es                       | Fraxinus excelsior                 | Inheems       |
| Oleaceae (Olijffamilie) Bedektzadigen, orde Lamiales              | Smalbladige es           | Fraxinus angustifolia              | Niet inheems  |
| Oleaceae (Olijffamilie) Bedektzadigen, orde Lamiales              | Pluimes                  | Fraxinus ornus                     | Niet inheems  |
| Oleaceae (Olijffamilie) Bedektzadigen, orde Lamiales              | Olijfboom                | Olea europaea                      | Niet inheems  |
| Paulowniaceae Bedektzadigen, orde Lamiales                        | Anna Paulownaboom        | Paulownia tomentosa                | Niet inheems  |
| Magnoliaceae (Tulpenboomfamilie) Bedektzadigen, orde Magnoliales  |                          | Liriodendron tulipifera            | Niet inheems  |
| Magnoliaceae (Tulpenboomfamilie) Bedektzadigen, orde Magnoliales  |                          | Magnolia denudata                  | Niet inheems  |
| Magnoliaceae (Tulpenboomfamilie) Bedektzadigen, orde Magnoliales  |                          | Magnolia grandiflora               | Niet inheems  |
| Magnoliaceae (Tulpenboomfamilie) Bedektzadigen, orde Magnoliales  |                          | Magnolia kobus                     | Niet inheems  |
| Magnoliaceae (Tulpenboomfamilie) Bedektzadigen, orde Magnoliales  |                          | Magnolia tripetala                 | Niet inheems  |
| Magnoliaceae (Tulpenboomfamilie) Bedektzadigen, orde Magnoliales  |                          | Magnolia ×soulangiana              | Niet inheems  |
| Salicaceae (Wilgenfamilie) Bedektzadigen, orde Malpighiales       | Witte abeel              | Populus alba                       | Niet inheems* |
| Salicaceae (Wilgenfamilie) Bedektzadigen, orde Malpighiales       | Ontariopopulier          | Populus balsamifera                | Niet inheems  |
| Salicaceae (Wilgenfamilie) Bedektzadigen, orde Malpighiales       | Grauwe abeel             | Populus canescens                  | Niet inheems* |
| Salicaceae (Wilgenfamilie) Bedektzadigen, orde Malpighiales       | Amerikaanse populier     | Populus deltoides                  | Niet inheems* |
| Salicaceae (Wilgenfamilie) Bedektzadigen, orde Malpighiales       | Zwarte populier          | Populus nigra                      | Inheems       |
| Salicaceae (Wilgenfamilie) Bedektzadigen, orde Malpighiales       | Ratelpopulier            | Populus tremula                    | Inheems       |
| Salicaceae (Wilgenfamilie) Bedektzadigen, orde Malpighiales       | Zwarte balsempopulier    | Populus trichocarpa                | Niet inheems  |
| Salicaceae (Wilgenfamilie) Bedektzadigen, orde Malpighiales       | Canadapopulier           | Populus ×canadensis                | Niet inheems  |
| Salicaceae (Wilgenfamilie) Bedektzadigen, orde Malpighiales       |                          | Salix aegyptiaca                   | Niet inheems* |
| Salicaceae (Wilgenfamilie) Bedektzadigen, orde Malpighiales       | Schietwilg               | Salix alba                         | Inheems       |
| Salicaceae (Wilgenfamilie) Bedektzadigen, orde Malpighiales       |                          | Salix americana                    | Niet inheems* |
| Salicaceae (Wilgenfamilie) Bedektzadigen, orde Malpighiales       |                          | Salix aquatica                     | Niet inheems* |
| Salicaceae (Wilgenfamilie) Bedektzadigen, orde Malpighiales       | Geoorde wilg             | Salix aurita                       | Inheems       |
| Salicaceae (Wilgenfamilie) Bedektzadigen, orde Malpighiales       | Treurwilg                | Salix babylonica                   | Niet inheems  |
| Salicaceae (Wilgenfamilie) Bedektzadigen, orde Malpighiales       | Boswilg                  | Salix caprea                       | Inheems       |
| Salicaceae (Wilgenfamilie) Bedektzadigen, orde Malpighiales       | Grauwe wilg              | Salix cinerea                      | Inheems       |
| Salicaceae (Wilgenfamilie) Bedektzadigen, orde Malpighiales       | Berijpte wilg            | Salix daphnoides                   | Niet inheems  |
| Salicaceae (Wilgenfamilie) Bedektzadigen, orde Malpighiales       | Duitse dot               | Salix dasyclados                   | Niet inheems  |
| Salicaceae (Wilgenfamilie) Bedektzadigen, orde Malpighiales       | Grijze wilg              | Salix elaeagnos                    | Niet inheems  |
| Salicaceae (Wilgenfamilie) Bedektzadigen, orde Malpighiales       |                          | Salix fluviatilis                  | Niet inheems* |
| Salicaceae (Wilgenfamilie) Bedektzadigen, orde Malpighiales       | Kraakwilg                | Salix fragilis                     | Inheems       |
| Salicaceae (Wilgenfamilie) Bedektzadigen, orde Malpighiales       | Chinese wilg             | Salix matsudana                    | Niet inheems* |
| Salicaceae (Wilgenfamilie) Bedektzadigen, orde Malpighiales       | Zwarte wilg              | Salix nigricans                    | Niet inheems  |
| Salicaceae (Wilgenfamilie) Bedektzadigen, orde Malpighiales       | Laurierwilg              | Salix pentandra                    | Inheems       |
| Salicaceae (Wilgenfamilie) Bedektzadigen, orde Malpighiales       | Bittere wilg             | Salix purpurea                     | Inheems       |
| Salicaceae (Wilgenfamilie) Bedektzadigen, orde Malpighiales       | Kruipwilg                | Salix repens                       | Inheems       |
| Salicaceae (Wilgenfamilie) Bedektzadigen, orde Malpighiales       |                          | Salix salviaefolia                 | Niet inheems* |
| Salicaceae (Wilgenfamilie) Bedektzadigen, orde Malpighiales       |                          | Salix schwerinii                   | Niet inheems* |
| Salicaceae (Wilgenfamilie) Bedektzadigen, orde Malpighiales       |                          | Salix syrticola                    | Niet inheems* |
| Salicaceae (Wilgenfamilie) Bedektzadigen, orde Malpighiales       | Amandelwilg              | Salix triandra                     | Inheems       |
| Katwilg                                                           | Salix viminalis          | Inheems                            |               |
| Malvaceae (Kaasjeskruidfamilie) Bedektzadigen, orde Malvales      | Amerikaanse linde        | Tilia americana                    | Niet inheems  |
| Malvaceae (Kaasjeskruidfamilie) Bedektzadigen, orde Malvales      | Winterlinde              | Tilia cordata                      | Inheems       |
| Malvaceae (Kaasjeskruidfamilie) Bedektzadigen, orde Malvales      | Zomerlinde               | Tilia platyphyllos                 | Inheems*      |
| Malvaceae (Kaasjeskruidfamilie) Bedektzadigen, orde Malvales      | Zilverlinde              | Tilia tomentosa                    | Niet inheems  |
| Malvaceae (Kaasjeskruidfamilie) Bedektzadigen, orde Malvales      | Hollandse linde          | Tilia ×vulgaris of Tilia ×europaea | Niet inheems  |
| Platanaceae (Plataanfamilie) Bedektzadigen, orde Proteales        | Westerse plataan         | Platanus occidentalis              | Niet inheems  |
| Platanaceae (Plataanfamilie) Bedektzadigen, orde Proteales        | Oosterse plataan         | Platanus orientalis                | Niet inheems  |
| Platanaceae (Plataanfamilie) Bedektzadigen, orde Proteales        | Gewone plataan           | Platanus ×hybrida                  | Niet inheems  |
| Cannabaceae (Hennepfamilie) Bedektzadigen, orde Rosales           | Europese netelboom       | Celtis australis                   | Niet inheems  |
| Cannabaceae (Hennepfamilie) Bedektzadigen, orde Rosales           | Zwepenboom               | Celtis occidentalis                | Niet inheems  |
| Elaeagnaceae (Duindoornfamilie) Bedektzadigen, orde Rosales       | Smalbladige olijfwilg    | Elaeagnus angustifolia             | Niet inheems  |
| Elaeagnaceae (Duindoornfamilie) Bedektzadigen, orde Rosales       | Duindoorn                | Hippophae rhamnoides               | Inheems       |
| Moraceae (Moerbeifamilie) Bedektzadigen, orde Rosales             | Vijgenboom               | Ficus carica                       | Niet inheems  |
| Moraceae (Moerbeifamilie) Bedektzadigen, orde Rosales             | Witte moerbei            | Morus alba                         | Niet inheems  |
| Moraceae (Moerbeifamilie) Bedektzadigen, orde Rosales             | Zwarte moerbei           | Morus nigra                        | Niet inheems  |
| Rhamnaceae (Wegedoornfamilie) Bedektzadigen, orde Rosales         | Wegedoorn                | Rhamnus cathartica                 | Inheems       |
| Rhamnaceae (Wegedoornfamilie) Bedektzadigen, orde Rosales         | Sporkehout               | Rhamnus frangula                   | Inheems       |
| Rosaceae (Rozenfamilie) Bedektzadigen, orde Rosales               |                          | Crataegus crus-galli               | Niet inheems  |
| Rosaceae (Rozenfamilie) Bedektzadigen, orde Rosales               | Tweestijlige meidoorn    | Crataegus laevigata                | Inheems       |
| Rosaceae (Rozenfamilie) Bedektzadigen, orde Rosales               | Eenstijlige meidoorn     | Crataegus monogyna                 | Inheems       |
| Rosaceae (Rozenfamilie) Bedektzadigen, orde Rosales               | Kweepeer                 | Cydonia oblonga                    | Niet inheems  |
| Rosaceae (Rozenfamilie) Bedektzadigen, orde Rosales               | Appel                    | Malus domestica                    | Niet inheems  |
| Rosaceae (Rozenfamilie) Bedektzadigen, orde Rosales               | Wilde appel              | Malus sylvestris                   | Inheems       |
| Rosaceae (Rozenfamilie) Bedektzadigen, orde Rosales               | Mispel                   | Mespilus germanica                 | Niet inheems* |
| Rosaceae (Rozenfamilie) Bedektzadigen, orde Rosales               | Zoete kers               | Prunus avium                       | Niet inheems* |
| Rosaceae (Rozenfamilie) Bedektzadigen, orde Rosales               | Kerspruim                | Prunus cerasifera                  | Niet inheems  |
| Rosaceae (Rozenfamilie) Bedektzadigen, orde Rosales               | Zure kers                | Prunus cerasus                     | Niet inheems  |
| Rosaceae (Rozenfamilie) Bedektzadigen, orde Rosales               | Pruim                    | Prunus domestica                   | Niet inheems  |
| Rosaceae (Rozenfamilie) Bedektzadigen, orde Rosales               | Laurierkers              | Prunus laurocerasus                | Niet inheems  |
| Rosaceae (Rozenfamilie) Bedektzadigen, orde Rosales               | Gewone vogelkers         | Prunus padus                       | Inheems       |
| Rosaceae (Rozenfamilie) Bedektzadigen, orde Rosales               | Amerikaanse vogelkers    | Prunus serotina                    | Niet inheems* |
| Rosaceae (Rozenfamilie) Bedektzadigen, orde Rosales               | Japanse sierkers         | Prunus serrulata                   | Niet inheems  |
| Rosaceae (Rozenfamilie) Bedektzadigen, orde Rosales               | Peer                     | Pyrus communis                     | Niet nheems   |
| Rosaceae (Rozenfamilie) Bedektzadigen, orde Rosales               | Wilde peer               | Pyrus pyraster                     | Inheems       |
| Rosaceae (Rozenfamilie) Bedektzadigen, orde Rosales               | Meelbes                  | Sorbus aria                        | Niet inheems  |
| Rosaceae (Rozenfamilie) Bedektzadigen, orde Rosales               | Wilde lijsterbes         | Sorbus aucuparia                   | Inheems       |
| Rosaceae (Rozenfamilie) Bedektzadigen, orde Rosales               | Zweedse lijsterbes       | Sorbus intermedia                  | Niet inheems  |
| Rosaceae (Rozenfamilie) Bedektzadigen, orde Rosales               | Elsbes                   | Sorbus torminalis                  | Niet inheems  |
| Ulmaceae (Iepenfamilie) Bedektzadigen, orde Rosales               | Ruwe iep                 | Ulmus glabra                       | Inheems       |
| Ulmaceae (Iepenfamilie) Bedektzadigen, orde Rosales               | Fladderiep               | Ulmus laevis                       | Inheems       |
| Ulmaceae (Iepenfamilie) Bedektzadigen, orde Rosales               | Gladde iep               | Ulmus minor                        | Inheems       |
| Ulmaceae (Iepenfamilie) Bedektzadigen, orde Rosales               | Hollandse iep            | Ulmus ×hollandica                  | Niet inheems  |
| Ulmaceae (Iepenfamilie) Bedektzadigen, orde Rosales               | Zwepenboom               | Zelkova carpinifolia               | Niet inheems  |
| Ulmaceae (Iepenfamilie) Bedektzadigen, orde Rosales               | Japanse zelkova          | Zelkova serrata                    | Niet inheems  |
| Sapindaceae (Zeepboomfamilie) Bedektzadigen, orde Sapindales      | Witte paardenkastanje    | Aesculus hippocastanum             | Niet inheems* |
| Sapindaceae (Zeepboomfamilie) Bedektzadigen, orde Sapindales      | Rode paardenkastanje     | Aesculus ×carnea                   | Niet inheems  |
| Sapindaceae (Zeepboomfamilie) Bedektzadigen, orde Sapindales      |                          | Acer buergerianum                  | Niet inheems  |
| Sapindaceae (Zeepboomfamilie) Bedektzadigen, orde Sapindales      | Spaanse aak              | Acer campestre                     | Inheems       |
| Sapindaceae (Zeepboomfamilie) Bedektzadigen, orde Sapindales      | Colchische esdoorn       | Acer cappadocicum                  | Niet inheems  |
| Sapindaceae (Zeepboomfamilie) Bedektzadigen, orde Sapindales      | Amoeresdoorn             | Acer ginnala                       | Niet inheems  |
| Sapindaceae (Zeepboomfamilie) Bedektzadigen, orde Sapindales      |                          | Acer heldreichii                   | Niet inheems  |
| Sapindaceae (Zeepboomfamilie) Bedektzadigen, orde Sapindales      | Montpelieresdoorn        | Acer monspessulanum                | Niet inheems  |
| Sapindaceae (Zeepboomfamilie) Bedektzadigen, orde Sapindales      | Vederesdoorn             | Acer negundo                       | Niet inheems  |
| Sapindaceae (Zeepboomfamilie) Bedektzadigen, orde Sapindales      | Japanse esdoorn          | Acer palmatum                      | Niet inheems  |
| Sapindaceae (Zeepboomfamilie) Bedektzadigen, orde Sapindales      | Noorse esdoorn           | Acer platanoides                   | Niet inheems* |
| Sapindaceae (Zeepboomfamilie) Bedektzadigen, orde Sapindales      | Gewone esdoorn           | Acer pseudoplatanus                | Niet inheems* |
| Sapindaceae (Zeepboomfamilie) Bedektzadigen, orde Sapindales      | Rode esdoorn             | Acer rubrum                        | Niet inheems  |
| Sapindaceae (Zeepboomfamilie) Bedektzadigen, orde Sapindales      | Witte esdoorn            | Acer saccharinum                   | Niet inheems  |
| Sapindaceae (Zeepboomfamilie) Bedektzadigen, orde Sapindales      | Suikeresdoorn            | Acer saccharum                     | Niet inheems  |
| Sapindaceae (Zeepboomfamilie) Bedektzadigen, orde Sapindales      | Tartaarse esdoorn        | Acer tataricum                     | Niet inheems  |
| Sapindaceae (Zeepboomfamilie) Bedektzadigen, orde Sapindales      | Chinese vernisboom       | Koelreuteria paniculata            | Niet inheems  |
| Simaroubaceae (Hemelboomfamilie) Bedektzadigen, orde Sapindales   | Hemelboom                | Ailanthus altissima                | Niet inheems  |
| Altingiaceae Bedektzadigen, orde Saxifragales                     | Amberboom                | Liquidambar styraciflua            | Niet inheems  |
| Cercidiphyllaceae Bedektzadigen, orde Saxifragales                | Cercidiphyllum japonicum | Cercidiphyllum japonicum           | Niet inheems  |
| Hamamelidaceae Bedektzadigen, orde Saxifragales                   | Perzisch ijzerhout       | Parrotia persica                   | Niet inheems  |
| Araucariaceae (Apenboomfamilie) Naaktzadigen, orde Coniferales    | Slangenden               | Araucaria araucana                 | Niet inheems  |
| Cephalotaxaceae (Knoptaxusfamilie) Naaktzadigen, orde Coniferales | Chinese knoptaxus        | Cephalotaxus fortunei              | Niet inheems  |
| Cephalotaxaceae (Knoptaxusfamilie) Naaktzadigen, orde Coniferales | Japanse knoptaxus        | Cephalotaxus harringtonia          | Niet inheems  |
| Cupressaceae (Cipresfamilie) Naaktzadigen, orde Coniferales       | Wierookceder             | Calocedrus decurrens               | Niet inheems  |
| Cupressaceae (Cipresfamilie) Naaktzadigen, orde Coniferales       | Californische cipres     | Chamaecyparis lawsoniana           | Niet inheems  |
| Cupressaceae (Cipresfamilie) Naaktzadigen, orde Coniferales       | Nootkacipres             | Chamaecyparis nootkatensis         | Niet inheems  |
| Cupressaceae (Cipresfamilie) Naaktzadigen, orde Coniferales       | Chamaecyparis pisifera   | Chamaecyparis pisifera             | Niet inheems  |
| Cupressaceae (Cipresfamilie) Naaktzadigen, orde Coniferales       | Sikkelcipres             | Cryptomeria japonica               | Niet inheems  |
| Cupressaceae (Cipresfamilie) Naaktzadigen, orde Coniferales       | Montereycipres           | Cupressus macrocarpa               | Niet inheems  |
| Cupressaceae (Cipresfamilie) Naaktzadigen, orde Coniferales       | Italiaanse cipres        | Cupressus sempervirens             | Niet inheems  |
| Cupressaceae (Cipresfamilie) Naaktzadigen, orde Coniferales       | Jeneverbes               | Juniperus communis                 | Inheems       |
| Cupressaceae (Cipresfamilie) Naaktzadigen, orde Coniferales       | Watercipres              | Metasequoia glyptostroboides       | Niet inheems  |
| Cupressaceae (Cipresfamilie) Naaktzadigen, orde Coniferales       | Oosterse levensboom      | Platycladus orientalis             | Niet inheems  |
| Cupressaceae (Cipresfamilie) Naaktzadigen, orde Coniferales       | Mammoetboom              | Sequoiadendron giganteum           | Niet inheems  |
| Cupressaceae (Cipresfamilie) Naaktzadigen, orde Coniferales       | Moerascipres             | Taxodium distichum                 | Niet inheems  |
| Cupressaceae (Cipresfamilie) Naaktzadigen, orde Coniferales       | Westerse levensboom      | Thuja occidentalis                 | Niet inheems  |
| Cupressaceae (Cipresfamilie) Naaktzadigen, orde Coniferales       | Reuzenlevensboom         | Thuja plicata                      | Niet inheems  |
| Cupressaceae (Cipresfamilie) Naaktzadigen, orde Coniferales       | Hibacipres               | Thujopsis dolabrata                | Niet inheems  |
| Pinaceae (Dennenfamilie) Naaktzadigen, orde Coniferales           | Zilverspar               | Abies alba                         | Niet inheems* |
| Pinaceae (Dennenfamilie) Naaktzadigen, orde Coniferales           | Griekse zilverspar       | Abies cephalonica                  | Niet inheems  |
| Pinaceae (Dennenfamilie) Naaktzadigen, orde Coniferales           | Coloradozilverspar       | Abies concolor                     | Niet inheems  |
| Pinaceae (Dennenfamilie) Naaktzadigen, orde Coniferales           | Reuzenzilverspar         | Abies grandis                      | Niet inheems* |
| Pinaceae (Dennenfamilie) Naaktzadigen, orde Coniferales           | Koreaanse zilverspar     | Abies koreana                      | Niet inheems  |
| Pinaceae (Dennenfamilie) Naaktzadigen, orde Coniferales           | Kaukasische zilverspar   | Abies nordmanniana                 | Niet inheems* |
| Pinaceae (Dennenfamilie) Naaktzadigen, orde Coniferales           | Edelspar                 | Abies procera                      | Niet inheems  |
| Pinaceae (Dennenfamilie) Naaktzadigen, orde Coniferales           | Japanse zilverspar       | Abies veitchii                     | Niet inheems  |
| Pinaceae (Dennenfamilie) Naaktzadigen, orde Coniferales           | Atlasceder               | Cedrus atlantica                   | Niet inheems  |
| Pinaceae (Dennenfamilie) Naaktzadigen, orde Coniferales           | Himalayaceder            | Cedrus deodara                     | Niet inheems  |
| Pinaceae (Dennenfamilie) Naaktzadigen, orde Coniferales           | Libanonceder             | Cedrus libani                      | Niet inheems  |
| Pinaceae (Dennenfamilie) Naaktzadigen, orde Coniferales           | Europese larix           | Larix decidua                      | Niet inheems* |
| Pinaceae (Dennenfamilie) Naaktzadigen, orde Coniferales           | Japanse larix            | Larix kaempferi                    | Niet inheems* |
| Pinaceae (Dennenfamilie) Naaktzadigen, orde Coniferales           | Fijnspar                 | Picea abies                        | Niet inheems* |
| Pinaceae (Dennenfamilie) Naaktzadigen, orde Coniferales           | Servische spar           | Picea omorika                      | Niet inheems* |
| Pinaceae (Dennenfamilie) Naaktzadigen, orde Coniferales           | Kaukasische spar         | Picae orientalis                   | Niet inheems  |
| Pinaceae (Dennenfamilie) Naaktzadigen, orde Coniferales           | Blauwe spar              | Picea pungens                      | Niet inheems* |
| Pinaceae (Dennenfamilie) Naaktzadigen, orde Coniferales           | Sitkaspar                | Picea sitchensis                   | Niet inheems* |
| Pinaceae (Dennenfamilie) Naaktzadigen, orde Coniferales           | Alpenden                 | Pinus cembra                       | Niet inheems  |
| Pinaceae (Dennenfamilie) Naaktzadigen, orde Coniferales           |                          | Pinus jeffreyi                     | Niet inheems  |
| Pinaceae (Dennenfamilie) Naaktzadigen, orde Coniferales           | Bergden                  | Pinus mugo                         | Niet inheems  |
| Pinaceae (Dennenfamilie) Naaktzadigen, orde Coniferales           | Zwarte den               | Pinus nigra                        | Niet inheems* |
| Pinaceae (Dennenfamilie) Naaktzadigen, orde Coniferales           | Macedonische den         | Pinus peuce                        | Niet inheems  |
| Pinaceae (Dennenfamilie) Naaktzadigen, orde Coniferales           | Pinus ponderosa          | Pinus ponderosa                    | Niet inheems  |
| Pinaceae (Dennenfamilie) Naaktzadigen, orde Coniferales           | Weymouthden              | Pinus strobus                      | Niet inheems* |
| Pinaceae (Dennenfamilie) Naaktzadigen, orde Coniferales           | Grove den                | Pinus sylvestris                   | Inheems       |
| Pinaceae (Dennenfamilie) Naaktzadigen, orde Coniferales           | Tranenden                | Pinus wallichiana                  | Niet inheems  |
| Pinaceae (Dennenfamilie) Naaktzadigen, orde Coniferales           | Douglasspar              | Pseudotsuga menziesii              | Niet inheems* |
| Pinaceae (Dennenfamilie) Naaktzadigen, orde Coniferales           | Oostelijke hemlockspar   | Tsuga canadensis                   | Niet inheems  |
| Pinaceae (Dennenfamilie) Naaktzadigen, orde Coniferales           | Westelijke hemlockspar   | Tsuga heterophylla                 | Niet inheems* |
| Sciadopityaceae Naaktzadigen, orde Coniferales                    | Kransspar                | Sciadopitys verticillata           | Niet inheems  |
| Taxaceae (Taxusfamilie) Naaktzadigen, orde Coniferales            | Taxus                    | Taxus baccata                      | Inheems       |
| Ginkgoaceae Naaktzadigen, orde Ginkgoales                         | Japanse notenboom        | Ginkgo biloba                      | Niet inheems  |